# Reprezentacja Hongkongu w rugby union mężczyzn
Reprezentacja Hongkongu w rugby union mężczyzn – zespół rugby union, biorący udział w imieniu Hongkongu w meczach i sportowych imprezach międzynarodowych, powoływany przez selekcjonera, w którym mogą występować wyłącznie zawodnicy mieszkający w nim, bądź kwalifikujący się ze względu na pochodzenie rodziców lub dziadków. Za jego funkcjonowanie odpowiedzialny jest Hong Kong Rugby Football Union, członek Asia Rugby oraz World Rugby.
Rugby dotarło do Hongkongu już w latach 70. XIX wieku, nieoficjalne zespoły rozgrywały spotkania z reprezentacjami australijskich i nowozelandzkich uniwersytetów oraz chińskich miast w pierwszej połowie XX wieku. Po rozegranym w 1951 roku meczu z drużyną Japonii powstał Hong Kong Rugby Football Union. Po utworzeniu ARFU oficjalna reprezentacja Hongkongu rozegrała swój pierwszy pojedynek przeciwko Japończykom.

## Turnieje

### Udział wAsian Five Nations/Asian Rugby Championship
| Rok  | Klasa rozgrywek | Wynik | Źródło |
| ---- | --------------- | ----- | ------ |
| 2008 | Top 5           | 3.    |        |
| 2009 | Top 5           | 4.    |        |
| 2010 | Top 5           | 3.    |        |
| 2011 | Top 5           | 2.    |        |
| 2012 | Top 5           | 3.    |        |
| 2013 | Top 5           | 3.    |        |
| 2014 | Top 5           | 2.    |        |
| 2015 | Top 3           | 2.    |        |
| 2016 | Top 3           | 2.    |        |

### Udział wPucharze Świata
| Rok  | Kwalifikacje            | Wynik |
| ---- | ----------------------- | ----- |
| 1987 | Nie brała udziału       | -     |
| 1991 | Nie zakwalifikowała się | -     |
| 1995 | Nie zakwalifikowała się | -     |
| 1999 | Nie zakwalifikowała się | -     |
| 2003 | Nie zakwalifikowała się | -     |
| 2007 | Nie zakwalifikowała się | -     |
| 2011 | Nie zakwalifikowała się | -     |
| 2015 | Nie zakwalifikowała się | -     |
| 2019 |                         |       |